# Велика Долина (Україна)
Вели́ка Доли́на (в минулому — Велика Костромка) — село в Україні, у Зеленодольській міській територіальній громаді Криворізького району Дніпропетровської області. Населення — 2784 мешканці.

## Географія
Село Велика Долина розташоване за 12 км від районного центру — міста Апостолове. На заході межує з містом Зеленодольськ. Біля села великий масив іригаційних каналів.

## Історія
Засновано наприкінці XVIII ст. як військове поселення Костромка, з 1789 року Костромське Херсонського повіту на Полтавському чумацькому шляху біля трьох великих озер (за народною етимологією від кострів, що їх палили чумаки на відпочинкук). Перші вулиці отримали назву перших поселенців-втікачів із Правобережної України: Позігунівка, Фартушнівка, Бондарська, Соснівка. Паводкові води відводилися з озер каналом у Зелену долину. Через канал було збудовано вісім мостів.
У першій половині XIX ст. в селі була кам'яна церква Святої Покрови, побудована у 1821 році. У 1866—1867 рр. військові поселенці були переведені в розряд державних селян; побудована залізниця Нікополь — Апостолове — Кривий Ріг. У 1875 році державна однокласна школа збудована на землі сільської громади.
Станом на 1886 рік у селі Костромське Покровської волості Херсонського повіту Херсонської губернії мешкало 3379 осіб, налічувалось 597 дворів, існували православна церква, школа, 2 лавки. У 1896 році населення складало 5218 осіб (908 дворів), 2 школи, земська лікарня, жіноча консультація, 28 вітряків, 14 ковалень, 7 торгових лавок, 1 хлібозапасний магазин. До Костромки відносилися землі і селище Ново-Костромка, у якому було 28 дворів і проживало 184 чоловіки. Щочетверга в селі проводили міжсільські ярмарки. У ці роки селі було збудовано паровий млин.
На початку XX століття селяни Костромки розгромили маєток графині Дашкової, розподілили між собою хліб, худобу, сіно. Херсонський губернатор надіслав сюди загін козаків, які придушили виступ. У 1909 році Костромка стала волосним центром.
У 1909 році Костромка стала волосним центром. У 1910 р. село значно поповнилося за рахунок вивезених селян Полтавської, Чернігівської, Київської губернії. Населення налічувалось більше 10000 чоловік. В селі було 12 торгових лавок. Будується друга церква Вознесіння. Відкрито земський банк.
У 1915 році в селі проживало приблизно 13 000 жителів, працювала церковно-приходська школа, 4 міністерські двокласні училища, земська школа, у яких навчалося 4000 учнів. Було відкрито в 1912 році медпункт. У селі побували і німці, і махновці, і червоноармійці. У 1921–1922 роках тут були дві хати-читальні, бібліотека, народний дім, клуб, при якому працював драматичний гурток. Голод 1921—1923 рр. призвів до великих втрат серед населення.
Початок 1930-х років ознаменувався створенням 42 товариств по спільному обробітку землі. У 1931—1933 рр. їх було реорганізовано в 7 колгоспів «Комунар», « Маяк», «Прогрес», «Червоний господар», «Жовтень», «Труд-Смичка», «Червоний Степ».
Під час Голодомору 1932—1933 рр. померли від голоду сотні жителів села.
Початкові школи переводять в семилітку, а в 1941 році, був перший випуск учнів десятирічки. Відкрито обласну робітничо-селянську школу садоводів. Працювали лікнепи. У ці роки депутатом Верховної Ради УРСР була директор школи Євдокія Лавруша.
У 1933 р. утворена МТС яку очолив П. В. Коваленко, у 1938—1940 рр. було збудовано цехи, гуртожитки для робітників МТС.
17 серпня 1941 року село окупували німецькі війська. На фронтах Другої світової війни воювали 718 жителів села, загинуло 380, 210 за проявлені доблесть і відвагу відмічені урядовими нагородами. Серед них Герой Радянського Союзу Д. В. Фартушний удостоєний цієї нагороди за форсування Дніпра у вересні 1943 р. Вчитель школи С. Г. Гонобич тричі був нагороджений орденом Червоної Зірки.
У січні 1944 року на правому березі Дніпра, навпроти Костромки, розгорнулися бої радянських та німецьких військ. Визволяючи село, 28 лютого 1944 року загинули гв. рядовий О. Ф. Клімашкін, гв. лейтенант В. А. Лежава, яким посмертно присвоєно за мужність і героїзм звання Героя Радянського Союзу.
Близько 1150 воїнів, які загинули під час визволення села поховані в братській могилі, на їх честь було збудовано пам'ятники в 1957 р., котрі реконструйовано в 1981 році. У 1987 році на вулиці Клімашкіна відкрито пам'ятник Герою Радянського Союзу О. Ф. Клімашкіну. Увіковічено пам'ять Д. В. Фартушного у назві вулиці, на якій встановлено стелу.
За роки окупації нацистами вивезено 452 жителі села в рабство до Німеччини. У перші дні окупації розстріляні євреї та директор МТС П. В. Коваленко, голова колгоспу П. Я. Костенко тощо. Сільчани-партизани І. В. Дубяга, Г. Я. Костенко, Г. Ф. Капінус, були страчені нацистами восени 1941 року. Близько 55 млн крб. становили збитки отримані жителями села Великої Костромки від наслідків війни. Після війни поступово були відбудовані приміщення середньої школи, лікарні, сільської ради, відділення зв'язку, магазини, МТС, аптека, майстерня з ремонту і пошиття взуття. Пізніше збудовані тваринницькі ферми.
У селі відновив свою роботу дитячий будинок для дітей-сиріт у приміщені колишнього земського банку, у якому був добудований другий поверх.
У 1950 році відбулася реорганізація колгоспів, із семи колгоспів утворилося три: ім. Чкалова, ім. Андрєєва, ім. Сталіна, об'єднані 1962 року в колгосп «Дружба». Костромська МТС (з 1958 р. РГПС) обслуговувала колгоспи навколишніх сіл Апостолівського району і частково сучасного Широківського району (директорами МТС були П. В. Коваленко, Д. В. Мартиненко, М. К. Войтович). У 1940-ві -1950-ті роки МТС постійно виборювала у соцзмаганнях перші місця по Дніпропетровській області, відзначена Дипломом ВДНГ. На початку 1960-х років на 2250 га сільгоспугідь колгоспу було збудовано зрошувальну систему, забір води до якої відбував від Каховського водосховища. У 1963 р. в колгоспі було 6895 голів худоби, у тому числі 2485 корів, свиней 2760, на птахофермі налічувалося 44700 курей, 4284 голови овець, розвивалось кролівництво, значно збільшилися врожаї зернових, а також товарообмін кооперації. До складу Великокостромської сільської ради входило село Мала Костромка.
У післявоєнний час на початку 1950-х років в колгоспах була спроба вирощувати бавовник. Виникла потреба у первинній переробці фруктів, овочів, збільшення кількості зрошувальних полів, що привело до реорганізації колгоспу «Дружба» в радгосп «Степовий». Переломним по значному збільшенню врожайності та продуктивності полів і ферм став 1965 рік. В цьому році працівники радгоспу ведуть боротьбу за отримання 50 ц/га пшениці на площі 500 га і 30 ц/га зернових на всіх 2000 га. Цієї весни посіяно більше 6000 га ярових, кукурудзи — 1775 га, овочів — 42 га, картоплі — 50 га. У 1950–60-ті роки в селі виробляє свою продукцію сирзавод. У радгоспі «Степовий» було велике тепличне господарство. В якому вирощували розсаду, товарні овочі.
У 1967 році було збудовано будинок культури «Жовтень», закладено парк. У 1960-ті роки ведеться широке будівництво мережі магазинів, збудовано селище ім. Клімашкіна для переселенців із західних областей, яких запрошували на роботу в радгосп. На землеволодіннях Великої Костромки в 1961 році збудовано одну із потужних в Європі теплових електростанцій — Криворізьку ТЕС та місто енергетиків Зеленодольськ.
За радгоспом «Степовий» закріплено 12481 га сільськогосподарських угідь, у тому числі 9648 орних земель. Радгосп кожного року збирав врожай з 190 га саду, 360 га — засаджено овочами, 240 га — картоплею. Радгосп «Степовий» входив до Криворізького тресту радгоспів, співробітничав з Херсонським інститутом південного зрошувального землеробства та Дніпропетровським сільськогосподарським інститутом.
За успіхи в розвитку сільськогосподарського виробництва радгоспу 1973 р. вручено перехідний Червоний прапор ЦК КПРС Ради Міністрів СРСР, ВЦСПС та ЦК ВЛКСМ. Більше 60 передовиків виробництва нагороджено орденами та медалями, у тому числі орденом Леніна: тракторист П. Ю. Вовк, комбайнер Ф. Г. Капуста, ланковий М. З. Сокол, орденом Жовтневої Революції: колишній директор радгоспу О. М. Желтков, ланковий радгоспу М. З. Сокол.
У 1977 р. було збудовано нове приміщення середньої школи, у якому почали навчальний рік 700 учнів (початкова та восьмирічна школи були закриті).
На початку 1980-х років збудовано нове приміщення сільської ради з відділенням зв'язку. У 1985 році відбулася реорганізація радгоспу «Степовий», у результаті чого утвердилося 2 радгоспи: «Степовий» та «Комсомольський».
19 вересня 2024 року Верховна Рада підтримала перейменування села Велика Костромка на Велика Долина. 26 вересня 2024 року перейменування набуло чинності.

## Інфраструктура
На сьогодні в селі Велика Долина є 2 бібліотеки з фондом більш як 20000 книг, двоповерховий БК «Жовтень» з прекрасною молодіжною дискотекою, амбулаторія, ветеринарна дільниця, аптечний кіоск, АТС, ощадкаса, дитячий садок «Дзвіночок», 18 магазинів і торгових точок, 1 бар, 1 млин, 1 олійниця. Село газифіковано. У селі є в наявності місцевий водогін та артезіанська свердловина для забезпечення жителів питною водою.
На території села розташовані історичні пам'ятки:
- будинок земського банку, нині приміщення СВК «Обрій»,
- будівля амбулаторії,
- братські могили воїнів Радянської армії, що визволяли село,
- пам'ятник О. Ф. Клімашкіну (1987),
- пам'ятна стела-обеліск Д. В. Фартушному.

На даний час на території земель села Великої Долини проведено реформування аграрного сектора економіки. На 10 262 га ріллі господарюють 1180 власників земельних паїв, 37 фермерських господарств, 18 орендарів, а також три великих сільгосппідприємства: ПСП «Колос», АТД «Дніпровський», АТД «Агросервіс».

## Населення
Згідно з переписом УРСР 1989 року чисельність наявного населення села становила 3174 особи, з яких 1424 чоловіки та 1750 жінок.
За переписом населення України 2001 року в селі мешкало 2766 осіб.

### Мова
Розподіл населення за рідною мовою за даними перепису 2001 року:
| Мова       | Відсоток |
| ---------- | -------- |
| українська | 92,17 %  |
| російська  | 6,61 %   |
| білоруська | 0,40 %   |
| вірменська | 0,36 %   |
| німецька   | 0,11 %   |
| молдовська | 0,04 %   |
| польська   | 0,04 %   |
| інші       | 0,27 %   |

## Економіка
- «Костромське», споживче товариство.
- «Лідер», ПП.
- «Південне», ПП.

## Об'єкти соціальної сфери
У Великій Долині є середня, восьмирічна та початкова школи, школа сільської молоді, працюють 2 клуби і 2 бібліотеки, лікарня.

## Відомі люди
- Лавруша Євдокія Іванівна (1889–?) — директор місцевої середньої школи, депутат Верховної ради Української РСР першого скликання (1938—1947).
- Толкачов Віталій Михайлович (1973—2014) — молодший сержант Збройних сил України, учасник російсько-української війни.
- Фартушний Дмитро Васильович — Герой Радянського Союзу, командир роти 229-го гвардійського стрілецького полку 72-ї гвардійської стрілецької дивізії 7-ї гвардійської армії Степового фронту, гвардії лейтенант. Помер у шпиталі в 1946 році, похований у Апостоловому;
- Шишко Григорій Гордійович (1923—1994) — відомий український маляр-реаліст.